# براد ميلر (كرة سلة)
براد ميلر (بالإنجليزية: Brad Miller)‏ مواليد 12 أبريل 1976 في كيندالفيل، هو لاعب كرة سلة أمريكي سابق بدأ مسيرته الاحترافية في سنة 1998. يبلغ طوله 7 قدم 0 بوصة (2.1 م). اعتزل اللعب في 2012.

## فرق لعب لها
- شارلوت هورنتس
- شيكاغو بولز
- إنديانا بايسرز
- سكرامنتو كينغز
- هيوستن روكتس
- مينيسيوتا تيمبر وولفز

## الميداليات
| الميدالية | المسابقة                         |
| --------- | -------------------------------- |
| برونزية   | بطولة كأس العالم لكرة السلة 1998 |
| برونزية   | بطولة كأس العالم لكرة السلة 2006 |

## روابط خارجية
- براد ميلر على موقع الاتحاد الدولي لكرة السلة (الإنجليزية)
- براد ميلر على موقع إن بي أي (الإنجليزية)
- براد ميلر على موقع سبورتس رفرنس (الإنجليزية)
- براد ميلر على موقع كرة السلة الأوروبية.كوم (الإنجليزية)
- براد ميلر على موقع كلية كرة السلة في سبورتس رفرنس.كوم (الإنجليزية)
- براد ميلر على موقع ريلجم (الإنجليزية)
- براد ميلر على موقع بروبوليرز (الإنجليزية)